# Gδ-Satz von Hausdorff
Der {\displaystyle G_{\delta }}-Satz von Hausdorff ist ein Satz aus dem mathematischen Teilgebiet der Topologie. Er wurde 1924 von Felix Hausdorff in den Fundamenta Mathematicae veröffentlicht. Der {\displaystyle G_{\delta }}-Satz wird von manchen Autoren auch dem russischen Mathematiker Paul Alexandroff zugeschrieben, welcher den Satz für den separablen Fall, das heißt für den Spezialfall polnischer Räume, bewiesen hatte.

## Formulierung des Satzes
In einem vollständigen metrischen Raum ist ein Unterraum, welcher eine  {\displaystyle G_{\delta }}-Menge, also die Schnittmenge abzählbar vieler offener Teilmengen ist, stets vollständig metrisierbar.

## Umkehrung
Der {\displaystyle G_{\delta }}-Satz hat eine gewisse Umkehrung in dem von Stefan Mazurkiewicz bewiesenen Satz von Mazurkiewicz:
In einem metrischen Raum ist jeder vollständig metrisierbare Unterraum eine {\displaystyle G_{\delta }}-Menge.

## Folgerung
Aus dem {\displaystyle G_{\delta }}-Satz folgt unmittelbar, dass die Menge der irrationalen Zahlen
{\displaystyle \mathbb {R} \setminus \mathbb {Q} =\bigcap _{q\in \mathbb {Q} }({\mathbb {R} \setminus \{q\}})} 
mit der  von {\displaystyle \mathbb {R} } herrührenden Unterraumtopologie  vollständig metrisierbar ist. Konstruktiv lässt sich dies mittels der Angabe eines Homöomorphismus zum Baire-Raum zeigen.

### Originalarbeiten
- Paul Alexandroff: Sur les ensembles de la première classe et les ensembles abstraits. In: Comptes Rendus Hebdomadaires des Séances de l'Académie des Sciences. Band 178. Jahrgang, 1924, S. 185–187. Digitalisat.
- Felix Hausdorff: Die Mengen Gδ in vollständigen Räumen. In: Fundamenta Mathematicae. Band 6. Jahrgang, 1924, S. 146–148. Digitalisat (PDF; 129 kB).
- Stefan Mazurkiewicz: Über Borelsche Mengen. In: Bulletin International de l'Académie des Sciences de Cracovie, Classe des Sciences Mathématiques et Naturelles. Série A: Sciences Mathématiques. 1916, ZDB-ID 761846-3, S. 490–494.

### Bücher
- Felix Hausdorff: Gesammelte Werke. Einschließlich der unter dem Pseudonym Paul Mongré erschienenen philosophischen und literarischen Schriften und ausgewählter Texte aus dem Nachlaß. Band 3: Mengenlehre (1927, 1935), deskriptive Mengenlehre und Topologie. Herausgegeben von Ulrich Feigner, Horst Herrlich, Mirek Hušek, Vladimir Kanovei, Peter Koepke, Gerhard Preuß, Walter Purkert und Erhard Scholz. Springer, Berlin u. a. 2008, ISBN 978-3-540-76806-7.
- Stephen Willard: General Topology. Addison-Wesley, Reading MA u. a. 1970.